# 李若凡
李若凡（1978年4月30日—），江苏镇江人，新加坡国际象棋棋手，女子国际特级大师、国际大师。其丈夫为国际特级大师章钟。

## 生平
李若凡早年曾获全国少年女子国际象棋冠军、世界少年女子国际象棋赛第4名、全国青年女子国际象棋赛第2名等。2001年，获亚洲国际象棋锦标赛女子冠军。2003年，代表南开大学出战的李若凡获GACC世界大学校际赛女子个人冠军。2006年，她获得了在无锡举办的全国国际象棋个人锦标赛女子冠军。
2007年，李若凡与丈夫章钟一同转入新加坡棋协。2017年，两人又一同回归中国棋协。